# Kleine-Levin-Syndrom
Das Kleine-Levin-Syndrom (KLS, auch Dornröschen-Syndrom genannt) ist eine Erkrankung mit periodisch erhöhtem Schlafbedürfnis (Hypersomnie), Wahrnehmungs- und Verhaltensstörungen. Sie gehört zu den Hypersomnien zentralnervösen Ursprungs ohne Bezug zu schlafbezogenen Atmungsstörungen. Die Krankheit tritt meistens bei männlichen Jugendlichen auf. Eine genetische Ursache wird angenommen, ist aber nicht gesichert.

## Symptome
Leitsymptom sind wiederkehrende Perioden mit erheblich verlängertem Schlafbedürfnis, die Dauer der Perioden variiert zwischen wenigen Tagen bis zu einem Monat. Betroffene verschlafen den größten Teil des Tages und sind während der Intensivphase der Krankheit nur etwa 1 bis 2 Stunden täglich wach. Während dieser kurzen Wachphasen sind sie in der Regel nicht kommunikativ, desorientiert, lethargisch und apathisch. Während der Schlafphase sind die Patienten zwar erweckbar, aber sie schlafen sofort wieder ein. Oft tritt eine Hypersensibilität gegenüber Licht und Geräuschen auf. Die periodischen Schlafstörungen kehren in unregelmäßigem Abstand von mehreren Monaten wieder, allerdings können sie auch innerhalb eines Monats mehrmals auftreten. In den Wachphasen kann es zu Heißhungerattacken kommen. Oft tritt ein hypersexuelles Verhalten auf. Die Schlafsucht kann mehrere Tage bis Wochen dauern und flaut dann wieder ab. Patienten berichten darüber, dass sie während der Krankheitsphase das Gefühl haben, wie in einem Traum zu leben. Die Unterscheidung von Traum und Realität ist nicht gegeben. In den beschwerdefreien Intervallen sind die Betroffenen unauffällig. Von strafrechtlicher Bedeutung ist die Diagnose auch, wenn es in Erkrankungsphasen zu verbotenen Handlungen kommt.

## Verbreitung
Laut Orphanet, einer Datenbank für seltene Krankheiten, liegt die Prävalenz dieser seltenen neurologischen Krankheit mit unbekannter Ursache bei 1–2/1.000.000.

## Untersuchungsmethoden

### Diagnostik
In der Anamnese ist das immer wiederkehrende Auftreten schwerer Hypersomnie in Verbindung mit zusätzlichen Symptomen für einige Tage bis mehrere Wochen und unauffällige Befunde in der Zeit dazwischen typisch. In den hypersomnischen Phasen zählen zu den möglichen, zusätzlichen Symptomen Aggressivität, Essstörungen, sexuelle Enthemmung, kognitive Störungen und auch Halluzinationen oder Verwirrung. Zur Sicherung der Diagnose und aus forensischen Gründen kommen im Schlaflabor die Polysomnographie (mit Videomonitoring und eventuell auf 24 Stunden verlängert) und der Multiple Schlaflatenztest zur Anwendung.
Zur Diagnostik liegen jedoch keine kontrollierten Studien vor.

### Differentialdiagnostik
Die Abgrenzung erfolgt zu
- anderen Hypersomnien zentralnervösen Ursprungs,
- sekundären Hypersomnien bei psychiatrischen oder neurologischen Erkrankungen und
- Hypersomnie im Rahmen von schlafbezogenen Atmungsstörungen, zirkadianen Schlaf-Wach-Rhythmusstörungen und von schlafbezogenen Bewegungsstörungen.[2]

## Etymologie
Die Krankheit ist nach dem deutschen Psychiater Willi Kleine und dem US-amerikanischen Neurologen Max Levin benannt, die sie im Jahr 1925 in der Monatsschrift für Psychiatrie und Neurologie bzw. 1929 in den Archives of Neurology and Psychiatry und 1936 in Brain beschrieben. Der Neurologe Macdonald Critchley hat 1942 diese Beschreibungen aufgegriffen und dabei die heute übliche Bezeichnung für das Syndrom verwendet. Von ihm stammt auch eine genauere Beschreibung von Symptomen und Verlauf der Erkrankung.

## Review
Ein 2005 veröffentlichtes Review auf der Grundlage von 186 Fällen, über die von 1962 bis 2004 berichtet wurde, zeigte eine weltweit sporadische Verteilung mit einer leichten Bevorzugung des männlichen Geschlechts (68 %). Das Alter bei Beginn der Symptome schwankte zwischen dem vierten und dem 82. Lebensjahr und lag im Median bei 15 Jahren. 81 % der Patienten zeigten in der zweiten Lebensdekade die ersten Symptome. Im Median kam es alle dreieinhalb Monate zu 10-tägigen Episoden mit einer Gesamtdauer von acht Jahren.
Häufig (38,2 %) ging dem Syndrom eine Infektion voraus, seltener ein Schädel-Hirn-Trauma (9 %) oder Alkoholkonsum (5,4 %). Die Symptome bestanden u. a. in Hypersomnie (100 %), Wahrnehmungsstörungen (96 %), Essstörungen (80 %), sexueller Hyperaktivität (43 %) und depressiven Episoden (48 %). In den 213 Therapiestudien zeigten Neuroleptika und Antidepressiva keine therapeutische Wirkung, Stimulantien (hauptsächlich Amphetamine) führten zu einem Rückgang des Schlafbedürfnisses. Unter Lithium wurde häufiger (41 %) eine Unterdrückung der Episoden verzeichnet als ohne Therapie (19 %).